# Bernard du Bosquet
Bertrand du Bosquet (zm. 19 kwietnia 1371) – francuski duchowny katolicki, kardynał. 

## Życiorys
Pochodził z Cahors. Arcybiskup Neapolu od 5 września 1365 do 22 września 1368, następnie kardynał prezbiter SS. XII Apostoli. Uczestniczył w konklawe 1370. Autor książki na temat Świętej Roty Rzymskiej. Zmarł w Awinionie.

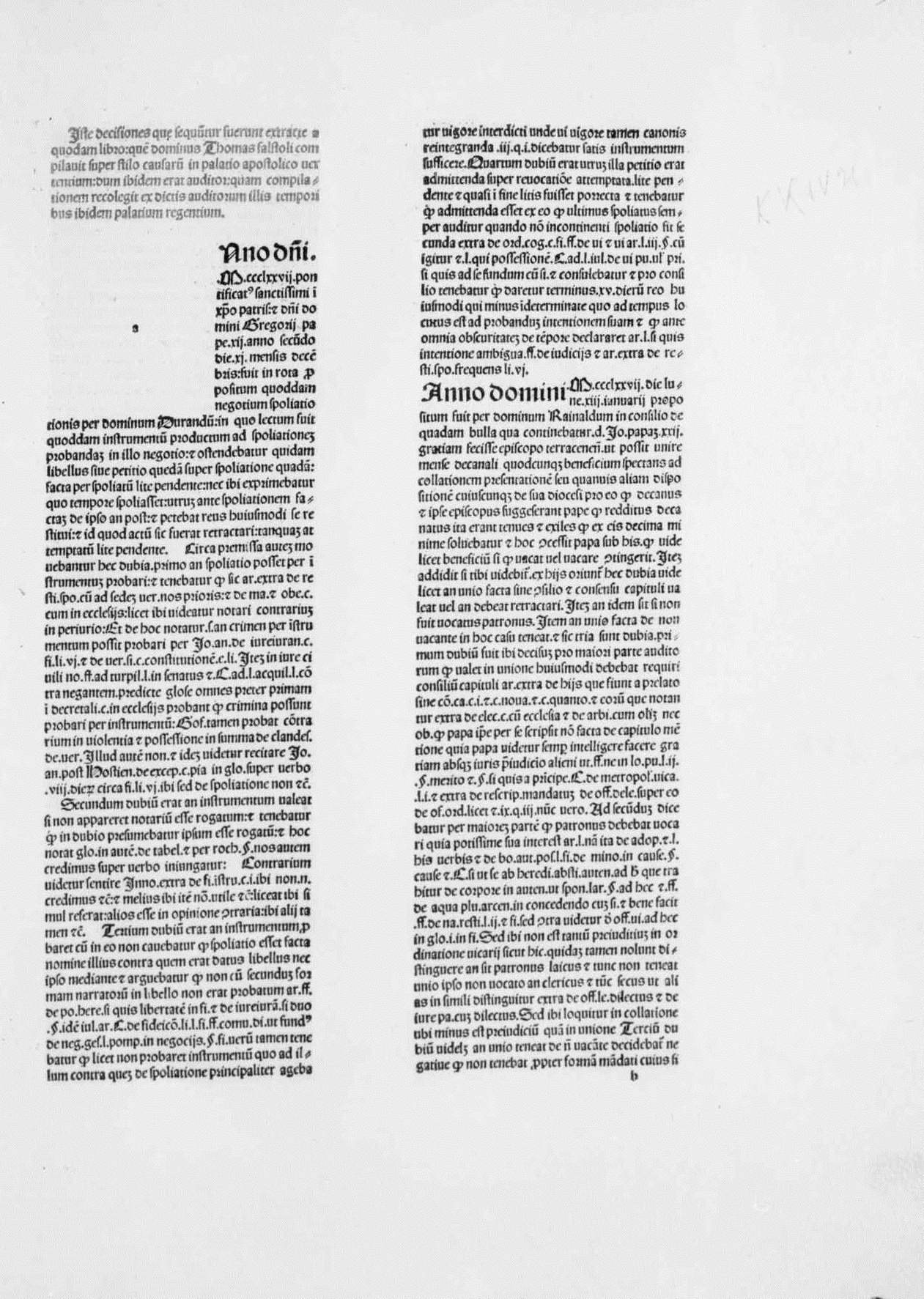
Decisiones Rotae Romanae, 1486